# 3664 Anneres
3664 Anneres este un asteroid din centura principală, descoperit pe 24 septembrie 1960 de PLS.